# Pedro de Villacreces
El venerable Pedro de Villacreces (n. en Castilla, c. 1350 - † Peñafiel, 1422) fue un fraile franciscano y teólogo castellano, fundador de un grupo de observantes conocido como Observancia franciscana de Pedro de Villacreces.

## Biografía
Estudió en la Universidad de Salamanca y allí llegó a dar clases de teología, pero su fervor espiritual, ampliado en el contexto traumático de la sociedad sobreviviente a la peste negra, le llevó a renunciar a todo, como su maestro San Francisco de Asís, y hacerse eremita. 
Sin más anduvo por caminos de Castilla y La Alcarria, predicando el amor a Cristo y a los pobres, hasta que se estableció junto a la antigua ermita de la Virgen de la Salceda, situada en un monte a una legua de la villa de Tendilla. En aquel paraje solitario, fundó en el año 1376, el monasterio franciscano de Nuestra Señora de la Salceda, donde impuso desde el primer momento la estricta observancia en su regla (fundando el grupo de los villacrecianos).
Pronto se extendió su fama de austeridad y erudición y fue atrayendo a aquel centro de espiritualidad cristiana lo más granado de la juventud franciscana. También recibió la ayuda de los señores de Tendilla, del almirante de Castilla Diego Hurtado de Mendoza, primero, y de su hijo, el marqués de Santillana, después.
En 1415 fundó un monasterio en El Abrojo, término perteneciente al actual municipio de Laguna de Duero (Valladolid). Dicho monasterio terminaría siendo conocido como Scala Coeli.
Hacia 1404 se estableció con otros monjes en una ermita erigida cerca de La Aguilera (Burgos) en el siglo XIV, fundación que daría lugar al monasterio Domus Dei.
Al fallecer fray Pedro de Villacreces en Peñafiel en 1422, San Pedro Regalado, discípulo suyo, fue puesto al frente de los conventos reformados a la estricta observancia.